# Владимиров Леонід Євстахійович
Владимиров Леонід Євстахійович (*30 січня 1844, Полтавщина, Російська імперія — †8 вересня 1917, Москва(?), Російська республіка) — український вчений-правознавець, доктор кримінального права (1872), професор.

## Біографія
Народився на Полтавщині.
Навчався на юридичному факультеті Імператорського Харківського університету.
По закінченні його у 1867 році почав читати лекції як приват-доцент, викладав юриспруденцію у Харківському університеті до кінця 1880-х років.
1869 року захистив кандидатську дисертацію  за темою «Про значення лікарів-експертів у кримінальному процесі».
1872 року захистив докторську дисертацію «Суд присяжних». Отримав науковий ступінь доктора кримінального права.
Обраний екстраординарним професором по кафедрі кримінального права та судочинства Імператорського Харківського університету. У 1892 році вже затверджений у званні заслуженого професора.
Працював у Харківському університеті до 1893 року.
На початку 90-х років переїхав до Москви, де працював адвокатом. У той же час продовжував наукові дослідження в галузі кримінального судочинства, кримінального права. Відстоював ліберально-демократичні ідеї та принципи судової влади і права.
Помер Л. Є. Володимиров 8 вересня 1917 року.

## Наукова діяльність
Наукову діяльність розпочав відразу по закінченні університету і вже через рік отримав науковий ступінь кандидата наук.
У своїх роботах всебічно обґрунтував теорію судових доказів, глибоко вивчав природу і діяльність суду присяжних, механізм впливу кримінального закону на правосвідомість.
Писав посібники з проведення захисту у кримінальних справах. Автор одного з перших підручників із загальної частини кримінального права.
Опублікував кілька наукових праць, серед них «Вчення про кримінальні докази» (1882–1883), «Підручник російського кримінального права» (1889), «Захисні промови й публічні лекції» (1892), «Кримінальний законодавець як вихователь народу» (1903), «Курс кримінального права» (ч. 1, 1908).